# Premier Division (Grenada)
Die Premier Division (auch bekannt als GPD oder Grenada Premier Division) ist die höchste Spielklasse der Grenada Football Association, dem nationalen Fußballverband von Grenada.

## Aktuelle Saison
In der Saison 2019/20 nahmen die folgenden acht Mannschaften am Spielbetrieb teil:
- Camerhogne FC
- Hard Rock FC
- Hurricane FC
- Mount Rich SC
- Paradise FC
- SAB Spartans SC
- St. John’s Sports Club
- Queens Park Rangers SC

## Bisherige Meister
- 1969–75 nicht bekannt
- 1975/76 Queens Park Rangers SC
- 1977–81 nicht bekannt
- 1982 Queens Park Rangers SC
- 1983 nicht bekannt
- 1984 Queens Park Rangers SC
- 1985 nicht bekannt
- 1986 Carenage FC
- 1987–93 nicht bekannt
- 1994 Queens Park Rangers SC
- 1995 Queens Park Rangers SC
- 1996 Queens Park Rangers SC (oder Barba Super Stars)
- 1997 Seven Seas Rock City
- 1998 Fontenoy United
- 1999 St. Andrews Football League
- 2000 Grenada Boys Secondary School
- 2001 Grenada Boys Secondary School
- 2002 Queens Park Rangers SC
- 2003 Hurricane FC
- 2004 Meisterschaft abgebrochen
- 2005 Paradise FC
- 2006 Hurricane FC
- 2007 Paradise FC
- 2008 Hurricane FC
- 2009 Meisterschaft abgebrochen
- 2010 Meisterschaft abgebrochen
- 2011 Hard Rock FC
- 2012 Hard Rock FC
- 2013 Hard Rock FC
- 2014 Paradise FC
- 2015 Hurricane FC
- 2016 Meisterschaft abgebrochen
- 2017/18 Hurricane FC
- 2018/19 Paradise FC
- 2019/20 Meisterschaft abgebrochen